# Wang (série littéraire)
Pour les articles homonymes, voir Wang.
Wang est un cycle de science-fiction composé de deux romans écrits par Pierre Bordage.

## Univers

### Univers historique et politique
Le roman débute en 2212. La Terre est partagée en quatre grands territoires politiques :
- l'Occident, soit les États-Unis et l'Europe occidentale, y compris la Grèce, plus Israël ;
- la République populaire sino-russe (RPSR), soit toute l'Asie et l'Europe orientale ;
- la Grande nation de l'islam (GNI), soit l'Afrique et le Moyen-Orient ;
- le territoire des Sudams, soit l'Amérique latine.

Les États-Unis n'ont plus leur ascendant d'antan, et la langue internationale est le français. Dans la RPSR, la lingua franca est le frenchy, une variante du français. 
Historiquement, les Occidentaux, devant une invasion imminente de la Chine, ont édifié un immense rideau électromagnétique (le REM) absolument infranchissable. Ce rideau, invention d'un Français, ferme toute la frontière de l'Occident. Sa hauteur paraît infinie, et on dit qu'il s'étend assez loin sous le sol pour qu'il soit impossible de le franchir par un tunnel. Les soldats chinois, arrêtés par le rideau, n'ont pas été rapatriés par leur gouvernement et sont donc restés sur la frontière, notamment dans la province de Pologne et dans les autres provinces de l'ancienne Europe occidentale. Le roman débute quelques générations après ces événements, et on retrouve donc en Europe orientale une population très mélangée. Par ailleurs, diverses manipulations des Occidentaux ont eu pour effet de priver la République sino-russe de toute technologie et de la plonger dans une misère extrême, où se loger et se nourrir relèvent de l'exploit. Les deux autres territoires, avec quelques variantes, ont connu des sorts similaires. Il en résulte un monde où l'Occident vit dans une grande opulence et profite d'une technologie très avancée, tandis que le reste de la planète peine à survivre. Le REM empêche toujours toute invasion, et même toute immigration. 
Il existe cependant deux « portes » par lesquelles il est possible de s'évader de la RPSR pour passer à l'Occident. Ces portes s'ouvrent chaque année pendant quelques heures seulement. Chaque fois, c'est la cohue pour les franchir. Pourtant il se raconte des choses épouvantables sur le sort des Sino-Russes passés à l'Occident, mais nul n'est revenu pour les confirmer ou les infirmer. 
De fait, l'Occident se passionne de son côté pour les Jeux uchroniques, remettant en scène de grandes batailles de l'Histoire (voir uchronie) en utilisant les immigrants comme « chair à canon ». Ces défis opposent de grands champions stratèges (challengeur contre défendeur) soutenus par les différents pays de l'Organisation des nations occidentales (ONO). L'influence de ces jeux empiète largement sur la sphère politique.

### Univers technologique
En Occident, la télévision a depuis longtemps été remplacée par le « sensor ». Celui-ci a la forme d'une cabine où le « sensoreur » s'assoit nu et pose des capteurs à divers endroits sur son corps. Une fois la chose faite, il ne lui reste plus qu'à choisir un canal qui lui fera non pas seulement voir, mais entendre et sentir des expériences externes, qu'il s'agisse ce que ressent le tigre qui court, ou ce qu'éprouve un combattant. On peut aussi se brancher sur des satellites qui nous feront voir ce qui se passe n'importe où sur Terre. 
Les Jeux uchroniques, qui ont lieu tous les deux ans, sont ainsi retransmis dans tout l'Occident, et chacun peut s'installer dans son sensor et choisir tel ou tel canal pour vivre la bataille exactement comme s'il y était, dans la peau d'un commandant ou d'un simple soldat. Le sensoreur ressentira les mêmes émotions (peur, exaltation) et les mêmes douleurs physiques que la personne sur laquelle il se branchera. Il s'agit d'un loisir extrêmement populaire, où se mêlent des enjeux politiques et autres; notamment, la mode vestimentaire change tous les deux ans pour imiter celle de l'époque et de la culture du camp ayant remporté les Jeux. 
Les immigrants, quant à eux, se voient implanter dans le front un genre de voyant lumineux qui est branché sur leur cerveau et par lequel les autorités occidentales peuvent leur donner la mort instantanément en cas d'écart de conduite (comportement belliqueux ou agressif, ou infraction aux règles pendant les Jeux, par exemple).

## Résumés

### Tome 1: Les Portes d'Occident
La RPSR, dénuée d'État digne de ce nom, vit sous la férule des néo-triades, genre de mafias sanguinaires. Ayant contracté une dette envers ces néo-triades, Wang quitte le Grand-Wrocław (province de Pologne) et passe en Occident pour échapper à un sort terrible. Malgré son jeune âge (17 ans), il sera engagé dans l'armée du Français Frédric Alexandre pour combattre dans les JU face à l'armée des Américains. C'est le défendeur américain qui choisit le thème de JU : il a choisi de rejouer la guerre des Gaules, en se donnant le rôle des Romains. Les Français, dans le rôle des Gaulois, sont ainsi désavantagés, d'autant plus que la préparation des Jeux connaît plusieurs ratés de leur côté.

### Tome 2: Les Aigles d'Orient
Wang est devenu le chef de camp du défi français et la coqueluche des occidentaux. Avec l'aide du réseau sensolibertaire, il tente d'abattre le REM et de retourner chez lui accompagné de Lhassa, qu'il a retrouvée.

## Personnages
- Wang Zangkun, jeune Chinois de Pologne
- Grand-maman Li, grand-mère et préceptrice de Wang, qu'elle a initié au Tao de la Survie
- Lhassa, jeune Tibétaine qui passe le REM avec Wang mais qui est aussitôt séparée de lui, car au moment du passage, on sépare les hommes d'un côté et les femmes et les enfants de l'autre
- Frédric Alexandre, challengeur français
- Delphane Miorin, amie de Frédric Alexandre

## Thèmes
- Les préjugués raciaux.
- L'immigration.
- La guerre froide (opposition Est/Ouest)
- Les jeux du cirque, les spectacles se délectant de la mort, de la souffrance ou de l'humiliation d'autrui.
- L'hypertechnologisation.
- Les inégalités planétaires.